# Ekonomiåret 1982

## Händelser

### Januari
- 2 januari - Polens centralbank tillkännager en kraftig devalvering av zlotyn, då att den nya kursen för en amerikansk dollar blir 80 zloty, och inte 34.5 som tidigare.[1]
- 11 januari - Sveriges budgetminister Rolf Wirtén presenterar den svenska budgetpropositionen.[1]
- 20 januari - Enligt tidningen Affärsvärlden är familjen Rausing den största privata förmögenhetsägaren i Sverige, med ett aktieinnehav av ett marknadsvärde på cirka 2-3 miljarder SEK.[1]
- 23 januari - Franska gasbolaget Gaz de France meddelar att ett kontrakt om gasleveranser från Sibirien slutits av Frankrike och Sovjetunionen.[1]

### Februari
- Februari - Vid månadens slut presenterar Nordens fackliga samorganisation en skrivelse, enligt vilken 650 000 personer i Norden går arbetslösa.[1]
- 1 februari - Kraftiga prishöjningar införs på livsmedel och konsumtionsvaror som gas, kol och elektricitet i Polen.[1]
- 11 februari - I Frankrike förstatligas flera banker och industrikoncerner.[1]
- 22 februari - Danmark och Belgien devalverar sina valutor med 8.5 respektive 3 %.[1]

### Mars
- 5 mars - Guldpriset har sjunkit till 340 amerikanska dollar, från över 800 amerikanska dollar per trroy uns i januari 1980.[1]
- 9 mars - Svenska Handelsbanken köper in semester- och konferensanläggningen Snäckgärdsbaden på Gotland.[1]
- 11 mars - Sveriges riksbank sänker räntan med en procentenhet, till 10 %.[1]
- 12 mars
  - LKAB varslar 900 anställda om avskedning från 1 januari 1983.[1]
  - 50-årsminnet av Kreugerkraschen uppmärksammas.[1]

### April
- 23 april - Danska morgontidningen Berlingske Tidende räddas undan konkurs av en rekonstruktionsgrupp.[1]

### Maj
- 6 maj - En bedrägerihärva med stulna kontokort uppges ha rullats upp av Stockholmspolisen.[1]
- 13 maj - I Sverige avskunnas en dom i Regeringsrätten om en prostituerad i Stockholm, som genom domen skall kunna betrakta sig som egen företagare.[1]

### Juni
- 8 juni - Växjö tingsrätt dömer oljemäklaren Finn Malmberg till fem års fängelse för grovt bedrägeri, samt osant intygande.[1]
- 15 juni - Amerikanska dollarn noterar passerar för första gången sex svenska kronor.[1]
- 21 juni - Amerikanska dollarn noterar rekordkurs mot svenska kronan, med 6:15 SEK per amerikansk dollar.[1]
- 23 juni - Växjö tingsrätt dömer Växjö energiverks tidigare direktörer Bo Estberger och Ingemar Wensfeldt till två och ett halvt års fängelse för grovt bedrägeri, samt osant intygande.[1]
- 30 juni - Exxon Corporation meddelar att de letar efter en köpare för Sveriges största hotellkedja Esso Motorhotell och gasolföretaget Primus-Sievert.[2]

### Juli
- 16 juli - Kockums varv i Malmö uppges ha tecknat kontrakt om tre fartyg, och befäster därmed sin världsledande ställning som tillverkare av roro-fartyg.[1]

### Augusti
- 26 augusti - Ett franskt fartyg lämnar Le Havre med destination Riga, lastat med tre gaskompressorer till sovjetisk-europeiska gasledningsprojektet Sibirien-Västeuropa. Dessa har tillverkats av USA-ägda företaget Dresser France i Frankrike, och leveransen är förbjuden.[1]

### September
- 24 september – Stockholms fondbörs reagerar positivt på Sveriges socialdemokratiska arbetarepartis valseger i Sverige, och Jacobson & Ponsbachs index noterar all time high med siffran 680.53.[1]

### Oktober
- Oktober - Genom "Big Bang" devalverar Sverige sin valuta, svensk krona, med 16 %. Bengt Dennis tillträder samma dag som chef för Sveriges riksbank.[1]
- 7 oktober
  - En chefstjänsteman vid Skandinaviska Enskilda Banken  i Sverige avslöjas ha förskingrat 5,5 miljoner svenska kronor genom laboreringar med falska konton.[1]
  - Från Sverige meddelas att Volvo köper 25 % av aktierna i Atlas Copco.[1]
- 8 oktober – Från USA noteras den högsta arbetslösheten på 42 år. Enligt USA:s arbetsmarknadsdepartement går 11,3 miljoner amerikaner arbetslösa, vilket är 10,1 % av befolkningen. Särskilt hårt drabbade är unga och svarta.[1]
- 10 oktober – Finland devalverar sin mark med 6 %.[1]
- 18 oktober – Sveriges riksbank meddelar att Sverige skall avskaffa femkronorssedeln från sent 1983.[1]
- 22 oktober - 42-årige Christina Jutterström tillträder som chef för DN.[1]
- 24 oktober - Israels regering meddelar att Israels statliga flygbolag El Al skall läggas ned.[1]

### November
- 13 november - USA upphäver gasembargot mot utrustning till den sovjetiska gasledningen Sibirien-Västeuropa.[1]
- 24 november - Statens pris- och kartellnämnd meddelar att bensinpriset i Sverige för första gången passerat 4 SEK, och nu nästan till hälften består av skatt.[1]
- 26 november - Sverigefinansierade mass- och pappersbruket Vinh Phu i Bai Bang i Vietnam invigs.[1]

### December
- 1 december - Yrsa Stenius tillträder som chefredaktör på Aftonbladet.[1]
- December
  - Det meddelas att det i Sverige under 1982 spelades mer än någonsin på trav och galopp.[1]
  - Det meddelas att det i Sverige under 1982 spelades för över en miljard på lotteri.[1]
- 2 december - Sveriges riksdag antar en ny lotterilag, som förbjuder kedjebrevsspel.[1]
- 20 december - OPEC möts i Wien och fastställer riktpriset på olja till 34 amerikanska dollar per fat.[1]
- 22 december - Rekordvinst på 1 027 868 delas ut till en vinnare som satsat 12 svenska kronor på ett system vid travtävlingar på Solvalla.[1]
- 31 december - Restaurang Fontainebleau i Stockholm förstörs vid en våldsam explosion.[1]

## Bildade företag
- Euroflorist, svensk blomsterförmedlare.
- Sun Microsystems, amerikanskt datorföretag.

## Uppköp
- Sessanlinjen, svenskt färjerederi som köps upp av Stena Line.

## Priser och utmärkelser
- Sveriges Riksbanks pris i ekonomisk vetenskap till Alfred Nobels minne tilldelas amerikanen George Stigler.

## Födda
- 19 mars – Eduardo Saverin, en av grundarna av Facebook.

## Avlidna
- 13 september - Marcus Wallenberg, 83, svensk finansman och tennisspelare.[1]

### Fotnoter
1. 1 2 3 4 5 6 7 8 9 10 11 12 13 14 15 16 17 18 19 20 21 22 23 24 25 26 27 28 29 30 31 32 33 34 35 36 37 38 39 40 41 42   Horisont 1982. Bertmarks
2. ↑  TT, 30 juni 1982